# Palazzo Pertusati
Palazzo Pertusati, altrimenti detto Casa Melzi Pertusati, era un palazzo di Milano costruito intorno al XVII secolo.
Vi viveva la famiglia Pertusati almeno dal 1697: vi risiedettero Luca, Carlo, che vi manteneva al suo interno la propria biblioteca, e Francesco, che vi possedeva una piccola tipografia: venne descritto dai contemporanei come uno dei palazzi più pregevoli della propria contrada, quella della Spiga.

## Storia
In origine i Pertusati erano affittuari, lo acquistarono nel 1721 dall'Ospedale Maggiore, che lo aveva ricevuto in eredità da Girolamo Carcano.
Il conte Carlo Pertusati vi realizzò un elegante giardino simmetrico alla francese detto Erculeo da una statua di Ercole che uccide il leone di Nemea; il giardino era ritenuto uno dei più belli della città, e vi soleva riunirsi la colonia degli Arcadi introdotta a Milano nel 1704 e di cui Pertusati era pastore per Milano. La presenza degli arcadi era anche suggerita dalla volontà di legittimare la casata dei Pertusati, d'origine alessandrina, agli occhi della nobiltà locale e diede al palazzo il nome di Casa delle Muse.
Sempre sotto Carlo Pertusati il palazzo assunse grande rilievo nella cultura cittadina, grazie alla sua ricca libreria, che costituì il nucleo della Biblioteca Nazionale Braidense, e alle pregevoli raccolte d'arte: la tradizione pittorica verrà portata avanti anche da Francesco, che rammodernò il palazzo mantenendovi una raccolta di varie scuole italiane e anche fiamminghe.
Fu nel 1874, alla morte di Francesco - nipote del poeta dialettale e traduttore omonimo - che il palazzo passò alla famiglia Melzi, per via di un rapporto di parentela risalente a Emilia Pertusati.  Nel 1890 avviene una prima riduzione del giardino, dato che una parte viene donata al Pio Istituto dei Rachitici, dove sorgerà il primo nucleo del Gaetano Pini: seguirà un'ulteriore riduzione nei primi del '900, per esproprio da parte del comune per la costruzione di un collegamento tra piazza Ferrari e largo Crocetta, l'odierna incompiuta via Marchiondi, e nel 1924 una parte venne ceduta per costruire la Casa della Meridiana.
Gravemente danneggiato dai bombardamenti alleati durante la seconda guerra mondiale, gli eredi dei Pertusati e dei Melzi decisero di disporne la demolizione, che avviene nel 1947, costruendo tra il 1955 e il 1959 sulle sue rovine una serie di abitazioni.

## Architettura

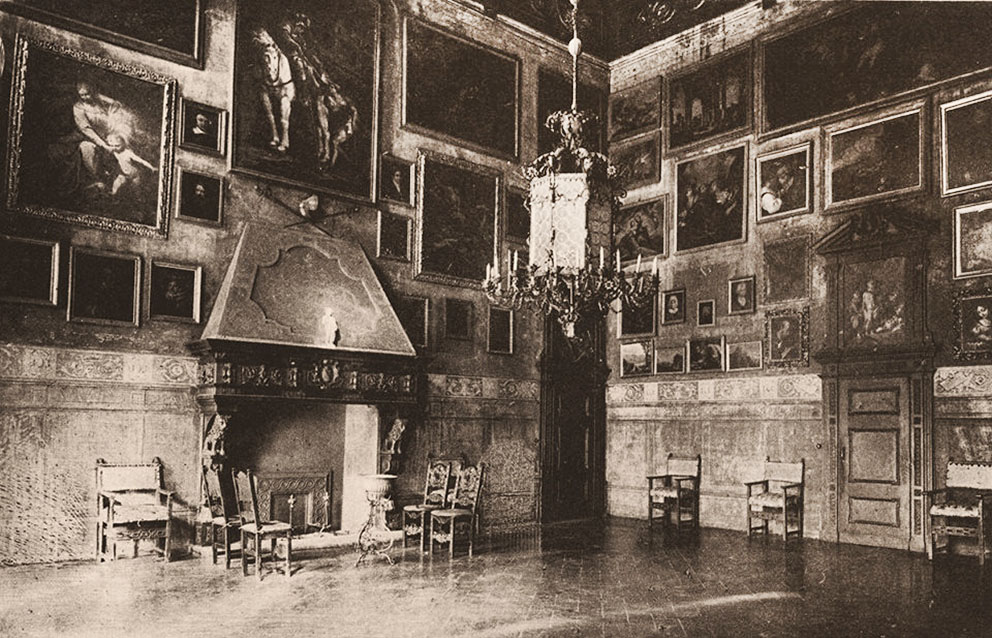
Salone del Palazzo

Il palazzo aveva tre piani ed una facciata, disegnata da Simone Cantoni, che dava sul corso di Porta Romana: al piano terra si trovavano originariamente solo finestre strette ma venne inserita una porta finestra dopo il 1800. Il portale d'ingresso, ad arco, era coronato da un balcone in ferro battuto, con a sinistra un affresco della Vergine attribuito a Giuseppe Nuvolone. Dal primo piano, quello nobile, uscivano tre balconi con parapetto, il più grande al di sopra del portale.
La facciata era caratterizzata da colonne ioniche sporgenti, ornata con cariatidi e con bassorilievi.
L'interno del palazzo era in stile barocco-rococò e aveva soffitti stuccati in oro e porte decorate riccamente con pitture bianche, si trovavano anche numerose statue e dipinti.
Vi si accedeva da un cortiletto sito dopo il portale, da cui si saliva da una gradinata stuccata nel diciottesimo secolo.

## Il Giardino dell'Arcadia
Il giardino dell'Arcadia, oggi privato e accessibile solamente dalle nuove abitazioni, è ciò che rimane dell'antico palazzo: in origine giardino all'italiana, a metà del XIX secolo venne trasformato in un giardino all'inglese.
Dopo la prima guerra mondiale si decide di procedere ad una tutela e valorizzazione del giardino, con l'abbattimento di alcuni manufatti recenti ed evitandone l'edificazione, il tutto viene formalizzato in un'intesa del 1926 tra il Comune, le sorelle Melzi e il Pio Istituto dei Rachitici, che prevede anche la fine dei lavori su via Marchiondi.
L'ingresso al giardino avviene tramite un cancello antico in ferro battuto, recuperato probabilmente dalle rovine del Palazzo originale.